# Індійська спільнота Лондона
Індійці в Лондоні є найбільшою етнічною меншиною з населенням приблизно 500 000 осіб (вона більша, ніж число індійців в Нідерландах, Німеччині, Франції, Італії та Португалії разом узятих).
Найбільші громади проживають на заході Лондона, а також великі є у Східному, Південному та Північному Лондоні.
Багато членів індійської спільноти Лондона етнічно походять з регіонів Пенджаб та Гуджарат, Тамілнад, Західний Бенгал, Раджастхан, Уттар-Прадеш, Махараштра, Андхра-Прадеш та Біхар.Значне число індійців Лондона приходить з Східної Африки, Карибського басейну та південної частини Африки, які туди прибули за часів Британської імперії.

## Демографія
| Спільнота      | у відсотках загальної чисельності населення |
| -------------- | ------------------------------------------- |
| Великий Лондон | 6,5%                                        |
| Герроу         | 22,0%                                       |
| Гаунслоу       | 18,3%                                       |
| Брент          | 18,1%                                       |
| Ілінг          | 15,0%                                       |
| Редбридж       | 14,3%                                       |
| Ньюем          | 12,1%                                       |
| Гіллінгдон     | 10,0%                                       |
| Барнет         | 8,8%                                        |
| Кройдон        | 7,5%                                        |

Станом на 2007 рік індійське населення Лондона було приблизно 491 300 осіб, не включаючи людей змішаного походження, кількість яких може становити до 70 000 осіб.